# Ludwik Danielak

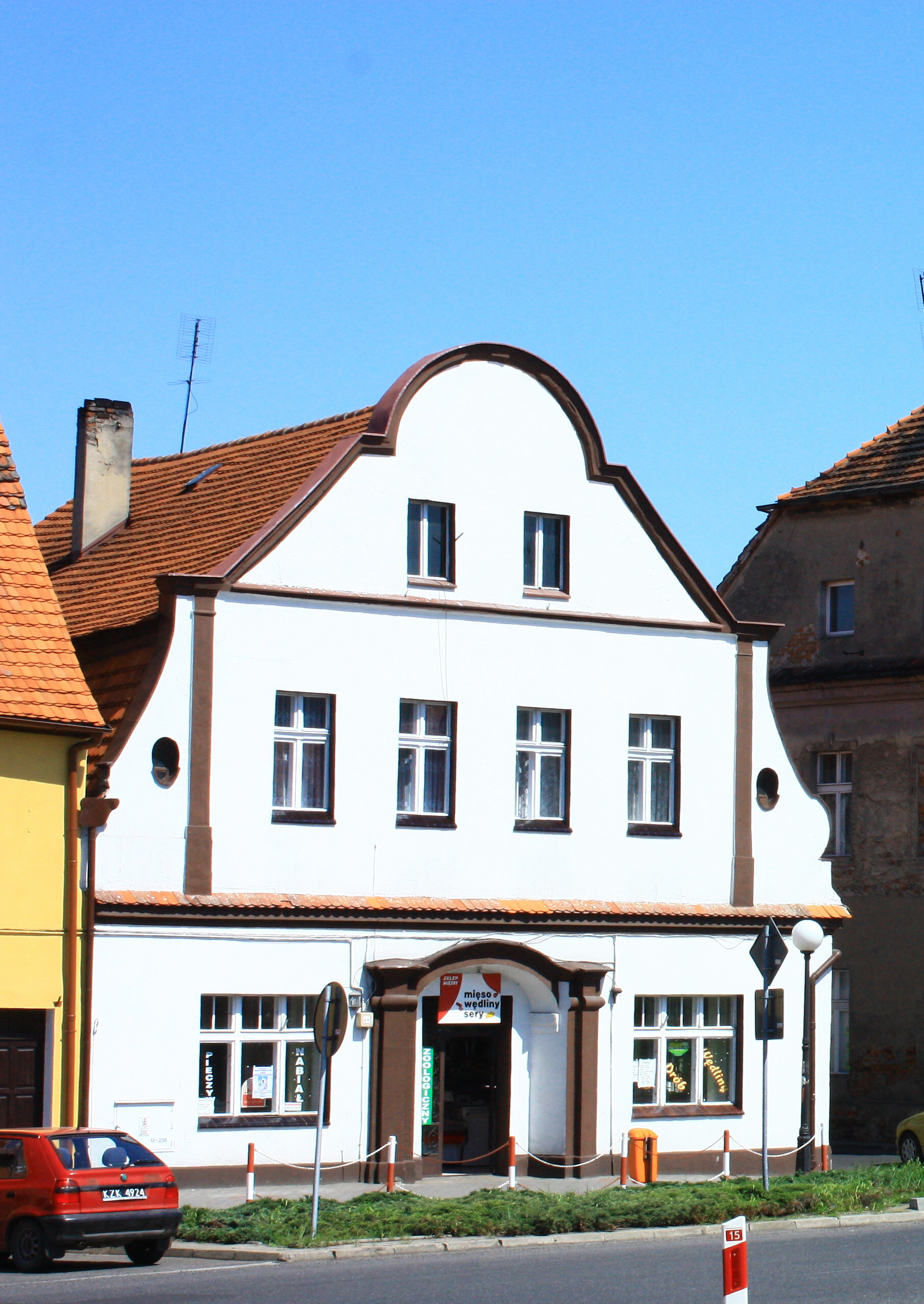
Dom Walentego i Ludwika Danielaków w Zdunach (Rynek). W tym domu Ludwik Danielak mieszkał w latach 1924–1938

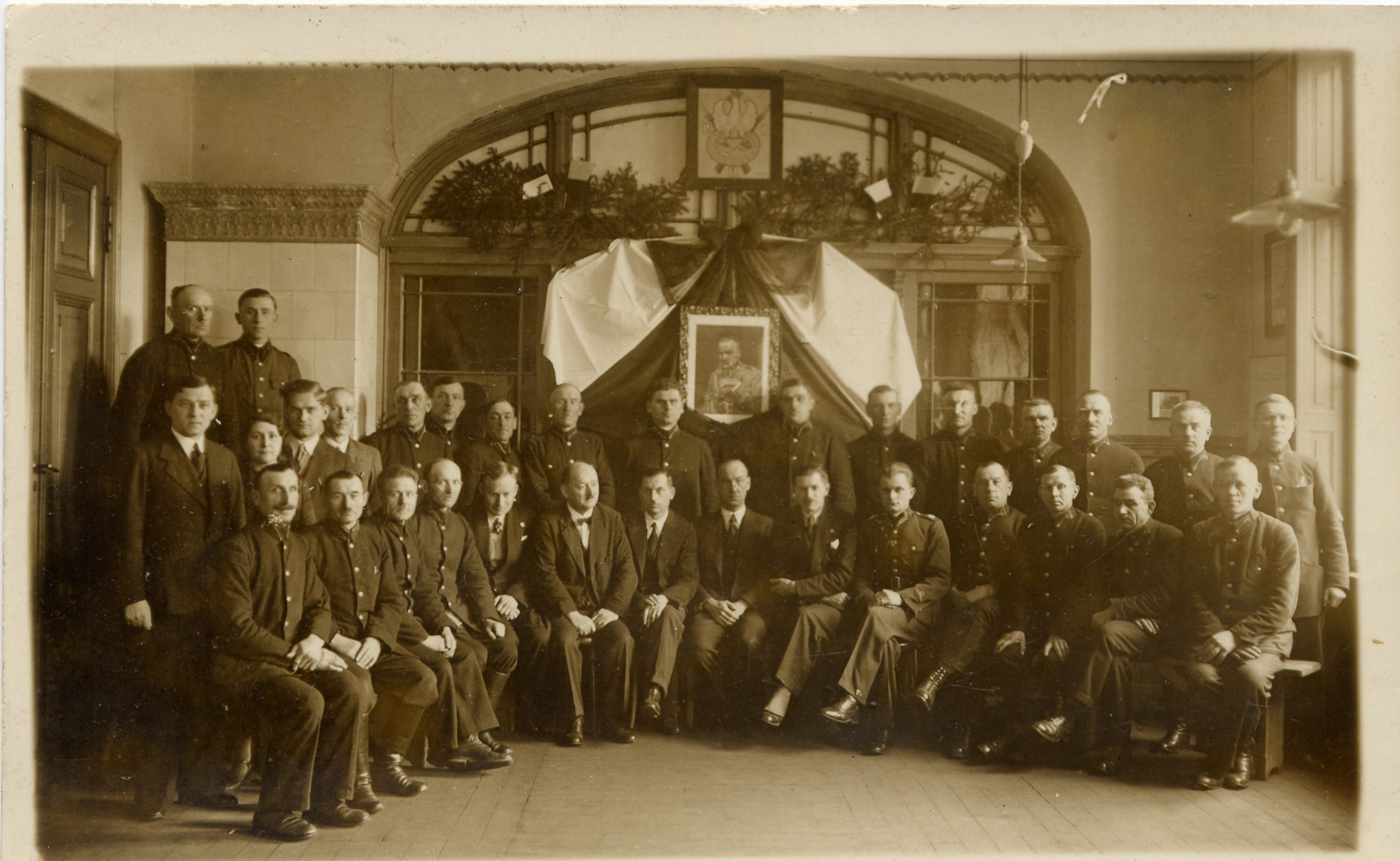
Spotkanie szachistów w klubie Giermek, Zduny 1931. Ludwik Danielak czwarty od lewej w rzędzie stojącym

Ludwik Danielak (ur. 24 sierpnia 1909 w Piaskach, zm. 7 września 1939 w Modlnej) – pocztowiec, harcerz, współtwórca i organizator harcerstwa powiatu krotoszyńskiego, szachista, aktor. Działacz społeczny i patriota. Uczestnik kampanii wrześniowej 1939. Ofiara zbrodni niemieckich na pocztowcach w 1939 roku. Syn Walentego Danielaka.

## Rodzina
Ludwik Danielak urodził się w Piaskach 24 sierpnia 1909 roku, w patriotycznej rodzinie mieszczanina, restauratora, radnego Zdun, oraz radcy majątku Lipskich – Walentego Danielaka i Antoniny Krysiak. W połowie 1924 roku rodzina Walentego Danielaka przeprowadziła się do Zdun.
Miał trzy siostry: Helenę, Ewę i Mariannę. Jego siostra Ewa Danielak była członkinią Katolickiego Stowarzyszenia Młodzieży oraz zastępową w drużynie harcerskiej Danielaka, a potem Józefa Podemskiego i Franciszka Jerzego Jaskulskiego.
Stryj Ludwika, Józef Danielak, był właścicielem Domu Handlowego w miejscowości Wanne (Westfalia – Niemcy) oraz kilku posiadłości w Wielkopolsce. Józef Danielak był także aktywnym członkiem leszczyńskiego Bractwa Kurkowego, pełniąc z początku funkcję przewodniczącego komisji rewizyjnej, a w 1938 roku został członkiem i II Rycerzem Majestatu Bractwa. Danielakowie utrzymywali z możnymi i przemysłowcami dobre kontakty, polegające nie tylko na współpracy handlowej, czy przemysłowej, ale przede wszystkim na działalności patriotycznej i społecznej.
Najmłodszy stryj Ludwika, też Ludwik Danielak (ur. 1902), był aktywnym powstańcem wielkopolskim. Został odznaczony Wielkopolskim Krzyżem Powstańczym. Jego stryj Ludwik brał czynny udział w Powstaniu wielkopolskim 1918 / 1919 roku - od dnia 13.11.1918 do dnia 12.2.1919 roku jako ochotnik z bronią w ręku. Wziął udział między innymi w oswobodzeniu miasta Skalmierzyce i okolicach pod dowództwem Idziora Józefa. W czasie II wojny światowej działał aktywnie w partyzantce. W maju 1944 roku został aresztowany przez Gestapo i dnia 28.6.1944 zamordowany w Kaliszu i pochowany na tamtejszym cmentarzu katolickim.
W 1933 roku Ludwik Danielak zawarł związek małżeński z Anną ze Świtalskich, pochodzącą z Gniezna. Miał dwoje dzieci: Romana Danielaka (1935–2015) i Krystynę Nawrocką (1936–2008). W 1938 roku rodzina Ludwika i Anny Danielaków przeniosła się ze Zdun do Krotoszyna.

## Działalność patriotyczna i społeczna w latach 1923–1939

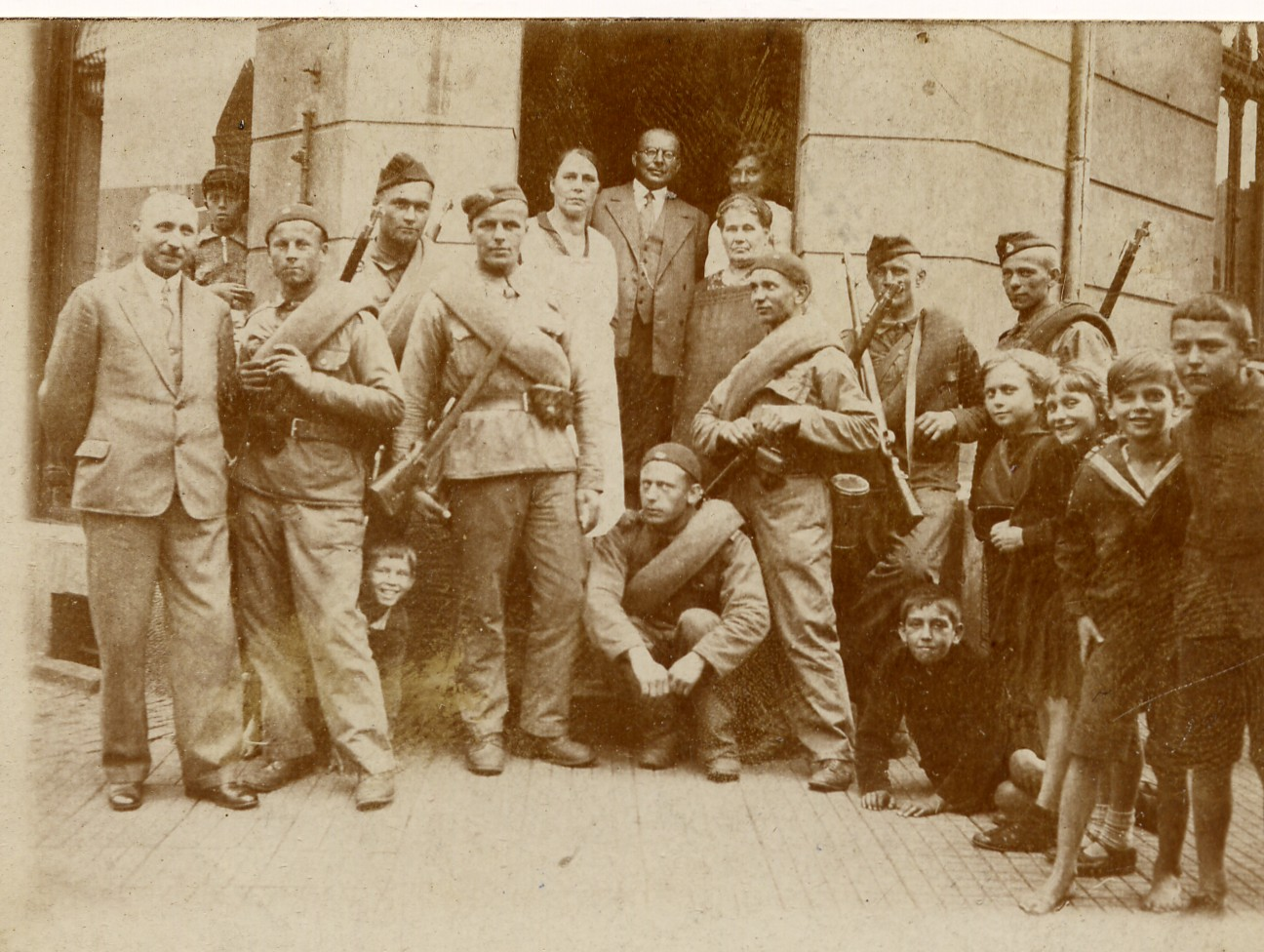
W przerwie ćwiczeń wojskowych w Krakowie i Wieliczce – 1932. W tle piekarnia krakowska. Ludwik Danielak pierwszy z prawej z bronią obok dzieci

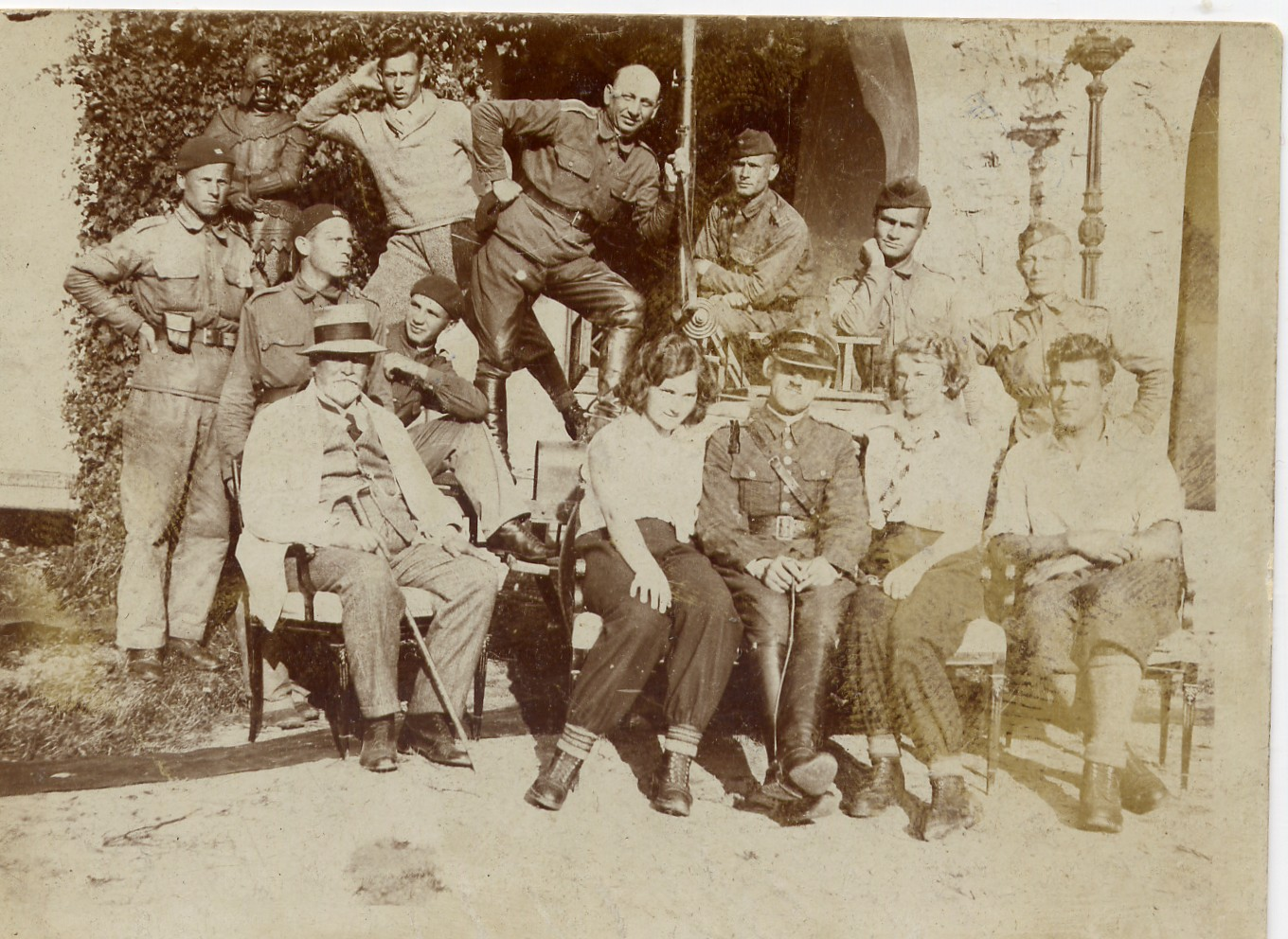
Ludwik Danielak (pierwszy z prawej w rzędzie stojącym) w czasie szkolenia wojskowego w Mierzewie 1936 rok (spotkanie na Zamku hrabiego Szembeka). W spotkaniu tym uczestniczyli także harcerze z okolic Gniezna

W 1923 roku Ludwik ukończył Szkołę Realną w Ostrowie Wielkopolskim. W 1924 roku wraz z rodziną przeprowadził się z Lewkowa do Zdun.
W 1925 roku Danielak zorganizował tzw. harcerstwo pro-obronne w Zdunach. W tym czasie wspierał finansowo swoją drużynę harcerską przy pomocy funduszy swojego ojca Walentego. Takie działania nie znalazły akceptacji niemieckich mieszkańców przygranicznych Zdun. Ludwik Danielak mimo presji Niemców, kontynuował działalność harcerską w ramach nielegalnej struktury do 1928 roku. Jako pierwszy zorganizował harcerski zastęp żeński. Wspomnienia jednego z zastępowych tej drużyny – Stanisława Rytera dowodzą, że Ludwik Danielak był współpracownikiem i wychowawcą wielu późniejszych żołnierzy wyklętych takich np. jak: Franciszek Jerzy Jaskulski, Jan Matuszczyk, czy Czesław Bardzik.
W 1927 roku Danielak został szachistą wielkopolskiego klubu Giermek Zduny (od 1935 roku Ludwik Danielak reprezentował barwy KKSz Krotoszyn – reprezentował powiat krotoszyński w rozgrywkach na szczeblu wojewódzkim, a od 1938 roku barwy OKSz Skoczek Ostrów Wielkopolski). W 1928 roku ukończył Gimnazjum w Krotoszynie.
Od 1928 roku był działaczem Towarzystwa Obywateli Polskich w Zdunach. Organizacja ta wspierała młodzież południowej Wielkopolski w organizacji obozów patriotycznych – w tym także harcerzy. W okresie 1929–1930 odbył służbę wojskową. Od 1930 roku był funkcjonariuszem-pocztowcem na stanowisku starszego asystenta Poczty Polskiej w Krotoszynie. W latach 1930–1939 był koordynatorem harcerskim w południowej części Wielkopolski. Od 1931 roku był aktorem amatorskiego teatru pocztowego w Krotoszynie.
Dom Danielaków był w latach 30. XX wieku, ostoją patriotyzmu. Tam organizowano patriotyczne wieczornice, występy chóru „Harmonia”, zbiórki harcerskie, turnieje szachowe, szkolenia oficerów 56 Pułku Piechoty Wielkopolskiej z Krotoszyna oraz ludności Zdun (przedstawiciele kadry oficerskiej 56 pp. Wielkopolskiej z Krotoszyna byli częstymi gośćmi w domu Danielaków, gośćmi byli także oficerowie Biura Wojskowego Poczty i Telegrafów: ppłk Adam Paciorek, mjr Mieczysław Michoniewski i kpt. Adam Gac oraz kadra oficerska z Kalisza.
Wraz z ojcem, Walentym Danielakiem (który był współorganizatorem zbiórek na rzecz OPL oraz był indywidualnym subskrybentem pożyczki na rzecz Obrony Przeciwlotniczej Polski, wpłacając regularnie co miesiąc 100 zł na ten cel, Ludwik organizował zbiórki pieniężne na rzecz Funduszu Obrony Narodowej (FON) oraz Obrony Powietrznej i Przeciwgazowej Polski w 1939 roku. Był też działaczem Ligi Obrony Powietrznej i Przeciwgazowej (LOPP) oraz Przysposobienia Wojskowego (PW). W latach 1936–1939 pełnił funkcję dowódcy pododdziału pocztowego Przysposobienia Wojskowego w Krotoszynie. W 1939 roku uczestniczył w kampanii wrześniowej 1939 roku w stopniu kapral.

## Udział w kampanii wrześniowej 1939 roku

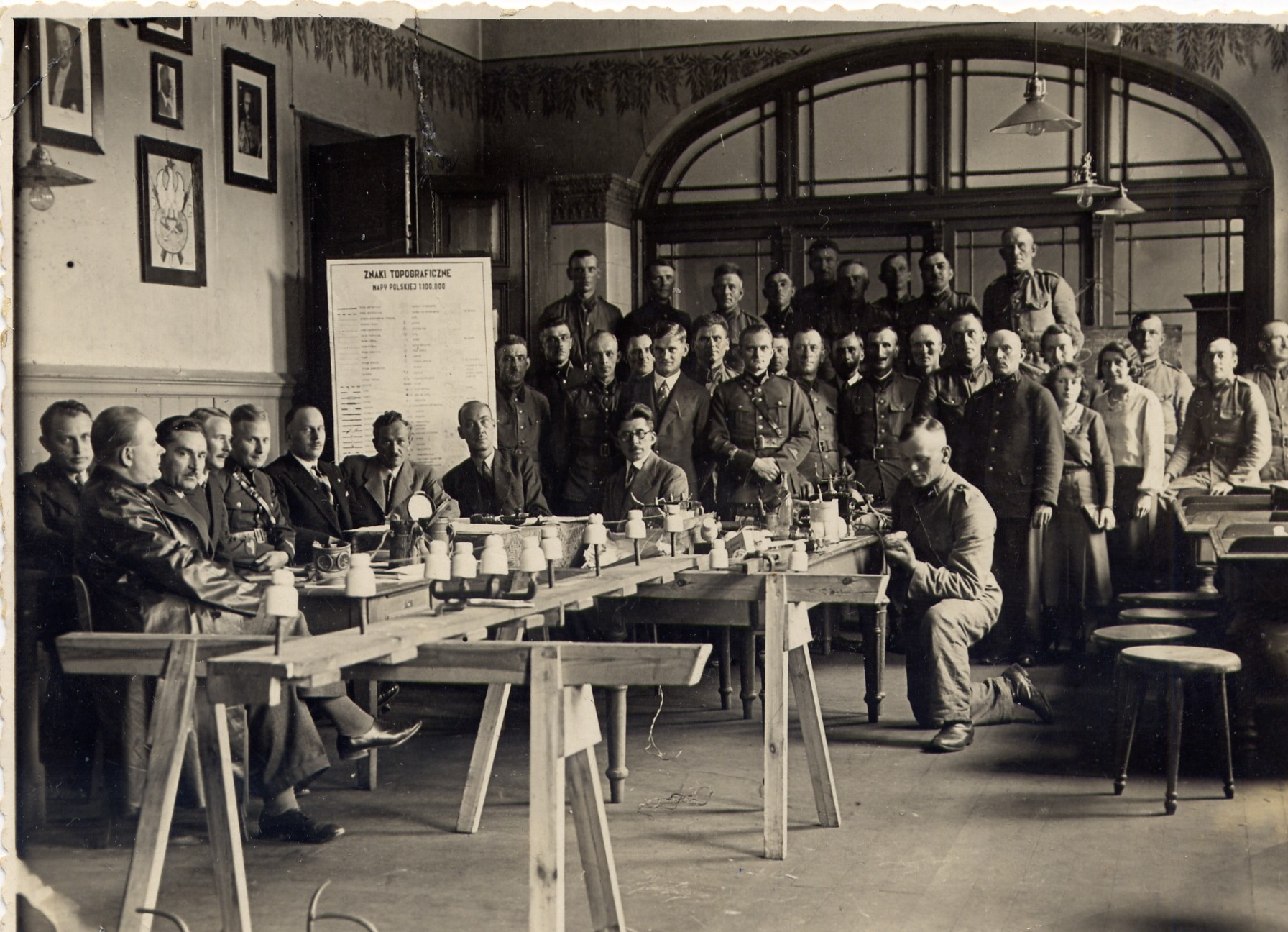
Grupa słuchaczy kursu wojskowego podczas egzaminów z topografii i łączności w Zdunach – 1937. Na fotografii Ludwik Danielak trzeci od lewej w pierwszym rzędzie stojącym. Na zdjęciu – pierwszy z prawej, wychowanek Ludwika Danielaka Kazimierz Wieczorek

31 sierpnia 1939 roku w budynku Poczty Polskiej w Krotoszynie odbyła się odprawa wszystkich pracowników Poczty Polskiej w Krotoszynie oraz przedstawicieli poczt z Ostrowa Wielkopolskiego i Kalisza, w obecności naczelnika Józefa Starazdasa (pracownicy poczty zebrali się wcześniej wzorem delegata i zespołu MPiT, który wszedł w skład Sztabu Naczelnego Dowództwa Łączności w dniu 15 sierpnia 1939 roku), jego zastępcy Aleksandra Staszko i przedstawicieli wojska (w odprawie wzięli udział także wojskowi z 56 pp. wielkopolskiej z Krotoszyna).
Jako funkcjonariusz Poczty Polskiej Ludwik Danielak we wrześniu 1939 roku realizował zadania na rzecz obronności państwa takie, jak: zadania specjalne, dozorowanie, obserwacje powietrzne lotnictwa npla i przekazywanie informacji do Głównej Zbiornicy Dozorowania (Centralna Zbiornica Dozorowania w Warszawie zbierała meldunki z całego kraju o przelatujących samolotach obcego państwa. Informacje przekazywano przez telefon, telegraf lub przez kurierów, którzy przekazywali informacje z danej godziny telefonicznie najpierw do zbiornicy w regionie, a potem do centrali, znajdującej się w 1939 roku przy ul. Nowogrodzkiej w Warszawie).
W sytuacjach zagrożenia przejęciem łączności przez Niemców, zadaniem ekstremalnym było niszczenie linii telefonicznych i centrali, które było dopuszczalne tylko w przypadku pozostawienia jej bez ochrony pracowników poczty, w sytuacji zajęcia terytorium przez Niemców, w celu uniemożliwienia wrogich działań podsłuchowych, oraz wykorzystania ich w działaniach wojskowych przeciwko Polsce (taka sytuacja miała miejsce 7 września 1939 roku w rejonie Ozorków – Modlna – Sokolniki) przed Bitwą nad Bzurą w rejonie operowania 24 dywizji niemieckiej pod dowództwem Generalleutnanta Friedricha Olbrichta. Wykonywał też zadania kurierskie.
Organizacja służby dozorowania w praktyce opierała się głównie na nielicznych pracownikach pocztowych, członkach Przysposobienia Wojskowego i harcerzach. Ludwik Danielak był ochotnikiem (6 maja 1939 r. zapoczątkowano akcję zapisów ochotniczych do tzw. zadań specjalnych. Z Wielkopolski zgłosiło się kilkuset ochotników, wśród nich wg relacji współpracowników i rodziny był Ludwik Danielak) w służbie dozorowania.
1 września 1939 roku Centrum Dyspozycyjne w Starostwie Powiatowym w Krotoszynie otrzymało zaszyfrowany rozkaz ewakuacji wszystkich urzędników państwowych. Szef tego Centrum, Leon Kałużny, zarządził przygotowywanie specjalnego pociągu ewakuacyjnego, potrzebnego do wykonania tego zadania.
Tego samego dnia około godz. 15.00 Ludwik Danielak ewakuował się wraz z rodziną i z innymi urzędnikami Krotoszyna specjalnym pociągiem ewakuacyjnym przez Koźmin – Jarocin – Wrześnię – Konin – Koło – Kutno, w kierunku Warszawy i dalej na wschód. W trakcie podróży Ludwik Danielak nadzorował transport walorów pieniężnych oraz tajnej dokumentacji „Mob” i utajnionej dokumentacji pocztowej.
Po dotarciu do Koła pociąg ewakuacyjny stanął na bocznicy kolejowej. 2 września 1939 roku wieczorem, został zaatakowany przez 3 samoloty niemieckiego Luftwaffe. Danielak i jego rodzina cudem przeżyli ciężkie bombardowanie w Kole, gdzie zginęło ponad 150 osób (2 września 2014 roku odsłonięto pomnik w Kole, upamiętniający ofiary ataku samolotów niemieckich Luftwaffe na pociąg ewakuacyjny z Krotoszyna). Ludwik Danielak był wśród osób kierujących ewakuacją pasażerów pociągu do pobliskiego lasu.
Między 3 a 5 września 1939 roku ewakuacja urzędników przebiegała bardzo powoli ze względu na zerwane tory i blokady powstające z uszkodzonych po bombardowaniach pociągów. Wtedy to, wraz z kolegami udzielał innym pocztowcom pomocy w naprawach łączy telefonicznych po bombardowaniach (uszkodzenia linii telefonicznych (sieci stałej i napowietrznej) po 2 września 1939 r. wynosiły nawet do 50%).
5 września Ludwik Danielak dotarł z rodziną do Kutna i tam przeżył kolejne bombardowanie. Zmiana trasy podróży Ludwika Danielaka w kierunku Ozorkowa wynikała z rozkazu Naczelnego Wodza obowiązującego od dnia 6 września 1939 roku, mówiącego o natychmiastowym wycofaniu żołnierzy i urzędników państwowych za linię Wisły. Ludwik Danielak miał jednak do wykonania swoje zadania obronne wynikające z przydziału mobilizacyjnego.

## Śmierć

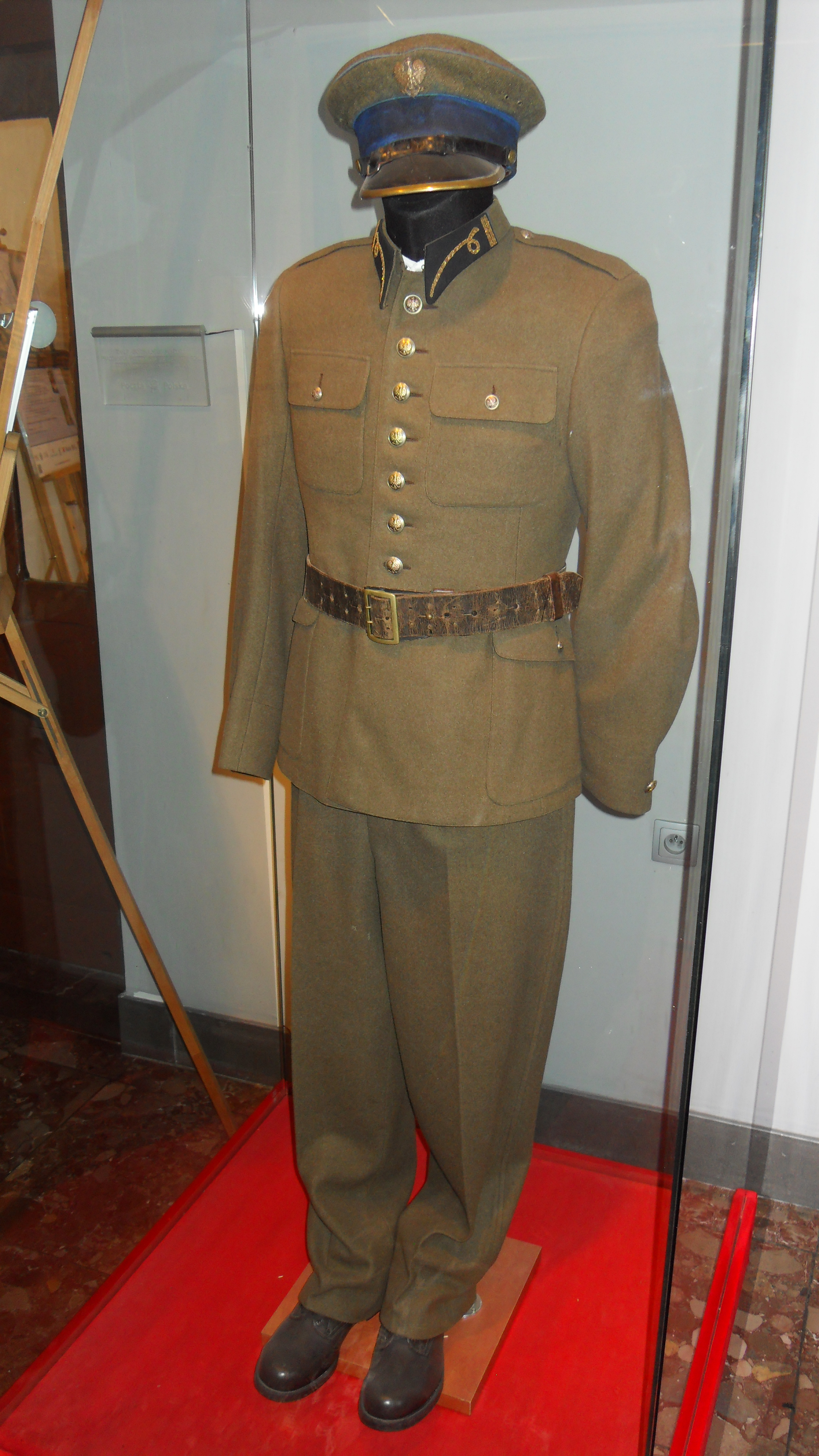
Mundur pocztowca w Muzeum Poczty Polskiej i Telekomunikacji w Gdańsku. Identyczny mundur miał na sobie Ludwik Danielak we wrześniu 1939 roku

Podczas zrzutu niemieckiego desantu i ataku z powietrza w Modlnej – w godzinach porannych 7 września 1939 roku – urzędnicy państwowi masowo porzucali mundury (część z nich zrobiła to już w Ozorkowie).
6 września, po dotarciu do Ozorkowa, Ludwik Danielak rozpoczął akcje dywersyjne i zadania specjalne, skierowane przeciwko Niemcom.
Prawdopodobnie jako jedyny w rejonie Modlnej do końca nie zdjął munduru funkcjonariusza Poczty Polskiej i w obliczu bezpośredniego zagrożenia życia – nie posiadając broni – kontynuował akcję dywersyjną niszcząc telefoniczne linie napowietrzne oraz centrale, które znalazły się w rękach niemieckich. W tym czasie na odcinku Ozorków – Modlna – Sokolniki – Kębliny trwało niemieckie rozpoznanie, poprzedzone silnym bombardowaniem. Rozpoznanie prowadził 31 pp. niemieckiej, którego działania wzmocniono zrzuceniem desantu.
7 września 1939 roku, podczas wykonywania zadania obronnego w Modlnej, przed Bitwą nad Bzurą, został pojmany przez lotniczy desant niemiecki, a następnie w pośpiechu rozstrzelany przez żołnierzy rozpoznania niemieckiego 31 pp 24 Dywizji Piechoty. Ludwik Danielak nie miał broni. Prawdopodobnie, widząc zbliżające się wojska niemieckie, w ostatniej chwili próbował przedostać się do stacjonujących nieopodal polskich oddziałów wojsk polskich. Jego rodzina przeżyła po ukryciu w jednym z gospodarstw w Modlnej.

## Ekshumacja
We wrześniu 1959 roku z inicjatywy dzieci Ludwika Danielaka, przy wsparciu ówczesnego proboszcza Zdun ks. prałata Mariana Kwiatkowskiego oraz księdza proboszcza parafii w Modlnej Mieczysława Rossowskiego, przeprowadzono ekshumację Jego ciała. Pogrzeb w Zdunach poprowadził w asyście 6 kolegów Ludwika Danielaka – byłych pocztowców, ks. prałat Marian Kwiatkowski.

## Upamiętnienie
- Wyróżniony w 2015 roku biogramem w Cyfrowej Dziecięcej Encyklopedii Wielkopolan (CDEW)[46];
- 18 października 2016 roku Poczta Polska upamiętniła Ludwika Danielaka wydając kartę pocztową[47] i datownik okolicznościowy z jego wizerunkiem[48][49];
- W 2003 roku został pośmiertnie wyróżniony przez Premiera RP Leszka Millera nadaniem tytułu Weteran Walk o Wolność i Niepodległość Ojczyzny;
- Na jego cześć powstał Poemat dla Ludwika Danielaka oraz Wiersz: Ostatnie zwycięstwo[50][51];
- Krzyż Kampanii Wrześniowej 1939 – odznaka pamiątkowa ustanowiona dekretem Prezydenta RP na Uchodźstwie Edwarda Raczyńskiego z 1 września 1984[52][53].
- Postać upamiętniona przez Ministerstwo Sportu i Turystyki oraz Pocztę Polską w ogólnopolskim albumie: Sportowcy dla Niepodległej (s. 71 i 72), z okazji 100. Rocznicy Odzyskania przez Polskę Niepodległości.

## Linki do cenzurowanych artykułów
- Cichy Ł., http://wmeritum.pl/rodzina-o-patriotycznych-korzeniach Krotoszyn 2015.
- K. Nawrocki i Ł. Cichy, https://web.archive.org/web/20180805233731/https://wmeritum.pl/ludwik-danielak-pocztowiec-ktory-zdjal-munduru/195524, Warszawa 2017
- Stokłosa M. i Wójcik A., http://sportowcydlaniepodleglej.pl/pocztowcy-ii-rp-sportowcy-i-patrioci/ Instytut Łukasiewicza, Kraków 2018